# 다카자와 유야
다카자와 유야(일본어: 髙澤 優也, 1997년 2월 19일~)는 일본의 축구 선수이다.

## 구단 경력
그는 2019년 J3리그의 더스파구사쓰 군마에 입단했다. 2019년 리그 27경게 출전하여 17득점을 기록했다. 2020년 J1리그의 오이타 트리니타로 이적했다. 2021년 8월 J2리그의 알비렉스 니가타로 이적했다. 2022년부터 2023년까지 기라반츠 기타큐슈와 FC 마치다 젤비아에서 뛰었다. 2024년 J2리그의 더스파 군마로 이적했다.